# アラー・アブドゥッザフラ
アラー・アブドゥッザフラ（アラビア語: علاء عبد الزهرة、Alaa Abdul-Zahra、1987年12月22日 -）は、イラクのプロサッカー選手。イラク・プレミアリーグのアル・ショルタ所属のFW。サッカーイラク代表、元同U-23代表、元U-20代表。バグダード出身。「アラー・アブドゥルゼフラ」「アブドルゼフラウ」と表記されることもある。

## 来歴

### クラブ
AFCカップ2013のグループリーグにおける対ドファール戦では4得点を記録した。
2016-2017シーズンのイラク・プレミアリーグでは、23得点をあげて得点王となった。

### 代表
AFCユース選手権2006出場。
北京五輪予選代表に選ばれ、最終予選では対レバノン戦でハットトリックを記録するなど計6得点をあげる活躍を見せたが、チームはオーストラリアに勝ち点1及ばず、五輪出場を逃した。
FIFAコンフェデレーションズカップ2009出場。
ガルフカップ2010ではチームは準決勝で敗れたが、3得点をあげ得点王となる。

## 所属歴
- アル・ザウラーSC - 2006
- メス・ケルマーン 2006-2007
- ドホークSC 2007
- シャバーブ・アル・ウルドゥン 2007-2008
- アル・メリーフ 2008
- アル・ホール 2008-2009
- アル・フライティヤート 2009-2011
- アル・ワクラ 2011-2012
- カタールSC 2012
- ドホークSC 2012-2014
- トラークトゥール・サーズィーFC 2014
- アル・ショルタSC 2014-2015
- アル・ザウラーSC 2015-2017
- アル・ショルタSC 2017-

## タイトル
個人
- ガルフカップ2010　得点王[3]
- イラクプレミアリーグ2016-2017　得点王